# 韓国鉄道9900系電車
9900系電車（9900けいでんしゃ）は、大韓民国鉄道庁（現・韓国鉄道公社）が所有していた鉄道車両（電車）。
優等型電気動車（朝: 우등형전기동차）とも呼ばれ、1980年から2001年にかけて運用された。

## 電車運転計画
韓国鉄道庁の職員が、中央線・太白線・嶺東線の電化完成の際に、日本の国鉄を訪問して485系特急電車のような列車を走らせたいと言ったことが計画の始まりであった。そのため日本の日立製作所が全面的に協力している。電気機器は日立で製造されたもので、車体を製造した大宇重工業で組み立てられた。

## 車両
10両編成2本、20両が製造された。電気方式は交流25kV、60Hz。10両固定編成で指定席の一般車のほか、7号車に特室（日本のグリーン車に相当）、6号車に食堂車も連結されていた。
- 9900型 － 1号車・10号車 －  Tc（付随先頭車）、一般車
- 9920型 － 2号車・4号車・9号車 － M（中間電動車・屋上に抵抗器有り）、一般車
- 9950型 － 3号車・5号車・8号車 － M'（中間電動車・パンタグラフ有り）、一般車
- 9980型 － 7号車 － Ts（付随車）、特室車（グリーン車に相当）
- 9990型 － 6号車 － Tb（付随車）、食堂車

清凉里方面が1号車、東海方面が10号車
車体外観は当時のセマウル号形客車と同じで、先頭形状などは日本の国鉄特急電車にも似ている。開業当初はクリーム色の車体に赤い帯が巻かれていたが、まもなく「初期塗色」と称された水色の地に朱色の帯を巻いた塗装に変更され、その後、白い車体に黄色と橙色の帯となり、トンイル号格下げの際に白地に黄色と緑の帯のトンイル号カラーとなった。
特室は当時のセマウル号と同じ簡易リクライニングシートであるが、一般車はムグンファ号形客車と同じで、後にこれらの客車は後にセマウル号→ムグンファ号、ムグンファ号→トンイル号に格下げされたため、9900系の車内は他のムグンファ号に比べて見劣りするところとなった。
食堂車はKTX開業以前は多くの列車に連結されていたが、ムグンファ号は軽食を出すビュッフェタイプが多い中、この列車は本格的な食堂車を連結していた。
設備の陳腐化のため、アコモデーション改造によりグレードアップを図る計画もあったが、車体の老朽化が激しいため、1999年6月のダイヤ改正によってトンイル号へ格下げとなった。格下げの際、全車自由席となって特室も一般室として開放された。食堂は閉鎖され、食堂車のまま座席車として運転されたが、2001年2月28日の運行を最後に廃止、車両は直接廃車となった。
廃車後は先頭車の9904号が2001年8月から鉄道博物館に保存展示されている。当初は廃車時の塗装で展示されたが、後に登場時の塗装に復元された。

## 運行区間
中央線・太白線・嶺東線を経てソウル特別市の清凉里駅と日本海岸の東海駅を1往復し、約5時間40分で結んだ。なお、9900系の最高速度は110km/hだが、韓国の鉄道についてまとめた『韓国の鉄道』(JTB)によると、中央線の線形の関係で100km/hを超えることはなかったという。
トンイル号格下げ後は中央線で清凉里と堤川・原州の間を1日1往復ずつしていた。

## その他
- ほぼ同じ外観の気動車DEC (Diesel Excellent Car) （9201系、5輌×2編成）がEECと共に運行開始したが、同じく全車廃車されている。ただしこちらは保存車がない。
- 韓国鉄道公社では嶺東線の全区間電化を2005年に完成させた。このため、東海駅での機関車取替えが無くなり、また電気機関車を利用することで列車の時間短縮が実現した。公社ではこの路線に振り子式電車を運転させる計画で、試作車両（TTX）による試験走行が行われる。